# Theganopteryx heterogamia
Theganopteryx heterogamia es una especie de cucaracha del género Theganopteryx, familia Ectobiidae.

## Distribución
Esta especie se encuentra en Guinea y Camerún.